# Милена Милотинова
Милена Милотинова е българска журналистка и телевизионна водеща, народен представител от „Национално движение Симеон Втори“ и председателка на медийната комисия в XXXIX народно събрание.

## Биография
Родена е на 10 септември 1968 г. в София. До 7-ми клас учи в 23 училище в столицата, след което – в паралелка с разширено изучаване на английски език завършва с пълно отличие 1-ва гимназия в София – едно от най-старите училища в страната. След това завършва Софийския университет със специалност българска филология и втора специалност – английски език и литература. Дипломна работа прави във Факултета по журналистика на СУ и преминава през специализация в BBC – Лондон, а в годините след това до 1999 – и през две кратки специализации в САЩ и една – в евроинституциите.
Започва работа в БНТ още като студентка и през годините става едно от емблематичните имена на БНТ. Работи в БНТ между 1990 – 2001 г. отначало като репортер, а от 1992 г. – и като водещ на „По света и у нас“. Получава множество професионални и зрителски награди (от фестивала за документално кино „Златен ритон“, от „Репортер на годината“ и др.), между които най-много за документалния си филм от 1998 г. „Хроника на едно национално предателство“, разказващ за насилствената македонизация на Пиринския край между 1946 – 1948 г.. През 1999 г. прави документалния филм „Само защото бяха българи“, разказващ за политическия терор в Социалистическа република Македония срещу местните българи. Милотинова прави редица документални филми освен за Македония, и за българите от Западните покрайнини и на други теми още в началото на 90-те години. Филмът ѝ „Спасените“ за спасяването на българските евреи е представен при голям интерес и в Израел и Люксембург.
След излъчен получен от международния новинарски видеообмен суров материал от войната в Чечня през 2000 г. тя е временно свалена от екран като водещ на „По света и у нас“ и репортерства за новините на БНТ от страната и чужбина. През декември 2000 г. отново я връщат на екран като водещ на новините.
По време на професионалния си път в БНТ получава редица награди и признания. От 1991 до 1994 влиза три пъти в класацията на вестник „Репортер 7“ за „Репортер на годината“ – класация на Фондация „Репортер 7“, правена всяка година в началото на 1990-те години чрез допитване до 150 журналисти в страната. През 1991 г Милотинова е в десетката на най-добрите журналисти в България на „Репортер 7“, през 1993 и 1994 – съответно е отличена с трето и второ място в класацията на „Репортер 7“ – „Репортер на годината“ – раздел Телевизия.
През 1995 на церемония в Народния театър „Иван Вазов“ журналистката взима статуетката „Репортер на годината“ – Годишната награда на Факултета по журналистика и масови комуникации към СУ „Св. Кл. Охридски“, като поставя рекорд за номинации – общо 4: освен за най-добър репортер, също така и за най-добър водещ на годината, за най-добър документален филм и за цялостна дейност. Същата година – 1995, на церемония в зала 3 на НДК получава и Годишната награда на БНТ за най-добър документален филм – за „Религиозният концерн Сциентология“.
През 1998 година е удостоена със Специалната награда на журито на възобновения същата година фестивал за документално кино „Златен ритон“ – наградата Милотинова получава за филма ѝ „Хроника на едно национално предателство“ (за насилствената македонизация на Пиринския край). През същата година на церемония в Пловдив получава и Голямата награда на обективна журналистика на национална тема – Годишни награди на ВМРО.
През 1999 отново на фестивала за документално кино „Златен ритон“, документалистката получава Наградата на Община Пловдив – домакин на фестивала, за филма „Спасените“ (за спасяването на българските евреи през Втората световна война и тяхната съдба, както и съдбата на техните спасители след 1944).
През 2000 година тя е в Топ 10 на най-добрите водещи и предавания за 40-годишната история на БНТ (класация, направена чрез допитване до 162 публични личности, проведена по иницатива на вестник „Труд“. Милена Милотинова получава гласове в тази анкета най-вече заради документалните си филми – до тогава 10 на брой.
През 2001 година е избрана за народен представител в XXXIX народно събрание от листата на НДСВ. В парламента е председател на парламентарната комисия по медии и член на Комисията по външна политика, отбрана и сигурност. По време на мандата си в НС е член и на българската делегация в Парламентарната асамблея на Съвета на Европа, където работи в 2 парламентарни комисии – Комисията по социални въпроси и Комисията по образование, наука и култура, както и на Подкомисията по медии към ПАСЕ.
През 2004 година тя поставя в ПАСЕ въпроса българите в Албания да бъдат признати за малцинство. В книгата си „Българските общности в Западните Балкани“ том I, Албания, на стр. 172 доц. Спас Ташев пише: „В международен план темата за ългарите в Албания се поставя за първи път през 2004 година от Милена Милотинова, член на българската делегация в Парламентарната асамблея на Съвета на Европа. Там тя заявява, че в Албания има българи, които живеят в Голо Бърдо, Мала Преспа и други райони, които винаги са били албански граждани, и че тези, които се идентифицират като българи, трябва да имат възможност да ползват всичките права, които им се гарантират по документите на Съвета на Европа. Съобщено е, че те говорят архаичен български език и биха искали да запазят своята култура... (Parliamentary Assembly, 2004). След речта си М. Милотинова е поздравена от няколко албански депутати за нейното изказване.“
Малко преди края на парламентарния си мандат – през 2005 година, Милотинова получава приза „Политик на годината“ на в-к „Марица“ – отличие, което изданието дава на базата на читателски вот.
След 4-годишния си парламентарен мандат Милена Милотинова се връща към журналистиката. Тя става едно от емблематичните лица на телевизия Bulgaria ON AIR (https://www.bgonair.bg/c/31-brjuksel-1), където води седмичното предаване БРЮКСЕЛ 1, в което често показва ексклузивни интервюта от Брюксел и Страсбург.
След връщането си към журналистиката Милена Милотинова отново е носител на редица награди:
През 2012 за предаването си БРЮКСЕЛ 1 получава наградата на СБЖ и Клуб Европа за цялостно предаване и обективна журналистика при отразяването на теми от ЕС. През 2014 година получава награда от журналистическия конкурс „Светове и цветове“ – отличие, връчено от Сдружението на испаноговорещите журналисти в България.
През 2017 г е сред отличените на Наградите за телевизионна журналистика „Св. Влас“, а през 2019 е удостоена със Специалната награда „Св. Влас“ за телевизионна журналистика за последователен принос към отразяване на европейската тематика.
В края на 2022 година на петите годишни награди на Фондация „Димитър Цонев“ Милена Милотинова взима приз за цялостен принос в журналистиката. Същата година получава и Наградата „Гоце Делчев“ на годишните награди от Военно-историческата комисия – Наградата „Гоце Делчев“ е първата награда, която Военно-историческата комисия дава на името на историческа личност. Призът е връчен на Милотинова лично от правнука на революционера – диригентът маестро Христо Христов.
Документалните филми на Милена Милотинова, съхранявани във Фонда на БНТ, се излъчват и до днес при огромен зрителски интерес, въпреки че са правени преди повече от 20 години. На 24 януари 2022, въпреки предварителното програмиране в програмата на БНТ на документалния ѝ филм „Само защото бяха българи“, той е свален от излъчване в последния момент, въпреки че е предварително обявен както в програмата на обществената телевизия, така и в интервю на генералния директор в неделното предаване „Денят започва с Георги Любенов“. Свалянето на филма от екран съвпада с визитата в София на премиера на РСМ Димитър Ковачевски. Медии в РСМ коментират това като „първа отстъпка от София за Скопие“. Това предизвиква бурна реакция във Фейсбук от интелектуалци и публични личности и статии в почти всички електронни медии, които качват на страниците си филма, който вече е публикуван от БНТ в Youtube-канала на медията. Свалянето на филма от екран предизвиква и искания за оставки и протест пред БНТ, по време на който филмът е прожектиран на стената на сградата на обществената телевизия (17). Дни след това – на 31 януари 2022 г. БНТ го връща в програмата си, а на 23 юни 2022, при приемането на т. нар. френското предложение за преговорна рамка на РСМ с ЕС, БНТ отново го излъчва в прайм-тайма си. Филмът съдържа документи и лични свидетелства в серия от интервюта, правени от журналистката през 1998 – 1999 година в България, Канада и тогавашната Република Македония за репресиите срещу българите във Вардарска Македония в края на 1944 и началото на 1945 година, стигащи до физически ликвидирания на хора – събития, станали известни като Македонската Кървава Коледа. Събития, за които разказва документалният филм, се третират и в Преговорната рамка на РСМ за ЕС. През 2022 година реабилитацията на жертвите на комунистическия режим влиза като едно от условията пред РСМ за европреговори, а отварянето на архивите на комунистическата Държавна сигурност – УДБА, е сред останалите условия в преговорната рамка.
Милена Милотинова е омъжена за икономиста Димитър Колев и има син от него. Понастоящем продължава да работи в телевизия „България Он Еър“.